# Galium avascense
Galium avascense är en måreväxtart som beskrevs av Franz Xaver Krendl. Galium avascense ingår i släktet måror, och familjen måreväxter.
Artens utbredningsområde är Grekland. Inga underarter finns listade i Catalogue of Life.